# Clytia viridicans
Clytia viridicans är en nässeldjursart som först beskrevs av Leuckart 1856.  Clytia viridicans ingår i släktet Clytia och familjen Campanulariidae. Inga underarter finns listade i Catalogue of Life.